# Conjunto microcanónico
Em Mecânica estatística, um ensemble microcanônico é o conjunto estatístico que é usado para representar os possíveis estados de um sistema mecânico que tem uma energia total especificada. O sistema é assumido como isolado, no sentido que o sistema não pode trocar energia ou partículas com seu ambiente, assim o valor da energia total permanece fixo enquanto o tempo passa. A energia, volume, e composição do sistema são mantidas fixas em todos os estados possíveis do sistema.
As variáveis macroscópicas do conjunto microcanônico são parâmetros físicos que influenciam a natureza dos estados internos do sistema, como o número total de partículas {\displaystyle N}, o volume disponível {\displaystyle V}, bem como a energia total {\displaystyle E}. Em consequência, este conjunto é algumas vezes chamado de ensemble {\displaystyle NVE}, pois cada um destes três parâmetros é uma constante no conjunto.
Em termos simples, o ensemble microcanônico é definido através da atribuição de uma probabilidade igual para cada microestado do sistema cuja energia cai dentro de um intervalo {\displaystyle E} e {\displaystyle E+\Delta E}. Para todos os outros microestados se assume probabilidade igual a zero. Seja {\displaystyle P_{i}(E)} a probabilidade de o sistema estar em um dado microestado {\displaystyle i} naquele intervalo de energia. O sistema deve estar em um dado microestado, logo
{\displaystyle \sum _{i}P_{i}(E)=1} .
Se o número total de microestados com igual probabilidade é {\displaystyle W(E)}, então
{\displaystyle P_{i}(E)={\frac {1}{W(E)}}}
O intervalo de energia é, em seguida, reduzido em largura até que se torne infinitamente estreito, {\displaystyle \Delta E\rightarrow 0}. No limite deste processo, obtém-se o conjunto microcanônico.

Na prática, o ensemble microcanônico não corresponde a uma situação experimentalmente realista. Para um sistema físico real, existe alguma incerteza na energia devido a fatores não controlados na preparação do sistema. Além da dificuldade de encontrar um análogo experimental, é difícil de realizar cálculos que satisfaçam exatamente o requisito de energia fixa. Sistemas em equilíbrio térmico com o ambiente têm incerteza na energia, e são melhor descritos usando o ensemble canônico ou o ensemble grande canônico.